# Grace Under Pressure
Grace Under Pressure deseti je studijski album kanadskog rock-sastava Rush. Diskografska kuća Anthem Records objavila ga je 12. travnja 1984. Nakon što je promidžbena turneja za prijašnji album Signals (iz 1982.) završila sredinom 1983., Rush je u kolovozu te godine počeo raditi na novom albumu. Članovi skupine odlučili su da neće raditi s producentom Terryjem Brownom, s kojim su radili od 1974. Na novim je pjesmama naglašena izmjena dotadašnjeg glazbenog stila grupe u korist pjesama utemeljenih na sintesajzerima (što je bio slučaj i na prijašnjem uratku). Nakon ponešto dulje potrage za prikladnim producentom uradak je snimljen s producentom Peterom Hendersonom.
Grace Under Pressure dosegao je 4. mjesto na kanadskoj ljestvici albuma, 5. mjesto na britanskoj ljestvici albuma i 10. mjesto na američkoj ljestvici Billboard 200; u SAD-u je naposljetku dostigao platinastu nakladu jer je bio prodan u milijun primjeraka.

## Pozadina i snimanje
U srpnju 1983. završila je promidžbena turneja za album Signals koja je počela godinu prije i održala se u Sjevernoj Americi i Ujedinjenom Kraljevstvu. Članovi skupine sastali su se sredinom kolovoza u kućici u Horseshoe Valleyju u ontarijskom gradu Barrieju kako bi napisali pjesme za novi album i naučili ih svirati. Rad na pjesmama bio je uspješan, dijelom zato što su si članovi odredili dovoljno vremena za rad i jer su već unajmili studio na određeno razdoblje. Pjesme su nastale na temelju metode uobičajene za skupinu; Geddy Lee i Alex Lifeson radili su na glazbi, a Neil Peart pisao je tekstove. Vijesti iz torontskih novina The Globe and Mail nadahnule su neke od pjesama na albumu, a naročito "Distant Early Warning", "Red Lenses" i "Between the Wheels". Peart je izjavio da su pjesmu "Between the Wheels" napisali prve noći, a nakon nekoliko dana napisali su "Kid Gloves" i "Afterimage". U tri je tjedna sastav snimio demovrpcu na kojoj su se nalazile prethodno spomenute skladbe, "Red Sector A" i "The Body Electric". Članovi grupe privremeno su prestali raditi na pjesmama u rujnu 1983. da bi mogli održati pet noćnih koncerata u Radio City Music Hallu u New Yorku, nakon čega su se ponovno posvetili novom uratku.
Grace Under Pressure prvi je Rushev album od njegova istoimenog debitantskog uratka iz 1974. čiji producent nije Terry Brown. Na početku turneje za Signals u travnju 1982. skupina se sastala s Brownom u Miamiju i obavijestila ga da je odlučila raditi s drugim producentom. Željela se posvetiti različitim pristupima i tehnikama koje bi joj mogao ponuditi netko drugi te tako razviti njezin glazbeni stil, no istaknula je da nije tako odlučila jer općenito nije bila zadovoljna Brownovom produkcijom. Peart je izjavio da je rastanak teško pao i skupini i producentu jer su dugo radili zajedno, no da su naposljetku ostali u dobrim odnosima. Brown je naveden u zahvalama na Grace Under Pressureu; na francuskom jeziku napisana mu je posveta koja u prijevodu glasi "i našem uvijek dobrom starom prijatelju".
Potraga za novim producentom počela je tijekom europske turneje 1983., tijekom koje je skupina upoznala nekoliko kandidata u Ujedinjenom Kraljevstvu. Sastali su se sa Steveom Lillywhiteom, koji je u početku pristao raditi na projektu, no na kraju je odustao dva tjedna prije početka proba jer je odlučio raditi s grupom Simple Minds. Na koncert grupe u Wembley Areni došli su Yesov basist Chris Squire te pjevač i producent Trevor Horn koji je pjevao na Yesovu albumu Drama iz 1980.; skupina je namjeravala izabrati jednog od njih za producenta. Članovi Rusha naposljetku su samostalno počeli raditi na albumu; Peart smatra da im je to pojačalo želju za uspjehom: "Zbog toga smo se svi zbilja oslanjali jedni na druge – postali smo vrlo odlučni i svi smo kanili snimiti odličan album." Rush se tijekom proba sastao s još jednim obećavajućim engleskim producentom, no zbog različitih problema na kraju ipak nije bio dostupan za rad. Članovi skupine potom su se sastali s Englezom Peterom Hendersonom; svidio im se, pa su ga prihvatili za producenta i ton-majstora, no zbog njegove povremene neodlučnosti naposljetku su većinu kreativnih odluka donosili bez njega. Usprkos tomu Rush i Henderson navedeni su kao koproducenti u zaslugama na albumu.
Nakon što je doradila zbirku demosnimki, grupa je ušla u Le Studio u kvebečkom gradu Morin-Heights kako bi snimila novi album. U tom je studiju snimala od studenog 1983. do 1984., što je u to vrijeme bilo najdulje razdoblje koje je skupina provela snimajući. Članovi sastava provodili su četrnaest sati dnevno u studiju. U intervjuu iz 1984. Lifeson je izjavio da Grace Under Pressure "zadovoljava više od svih naših albuma".
Naslov uratka nadahnut je citatom američkog književnika Ernesta Hemingwaya. Peart je bio strastven čitatelj njegovih djela i svidio mu se citat "courage is grace under pressure" ("hrabrost je dostojanstvo u najtežim trenutcima") jer je smatrao da odražava ozračje prisutno tijekom snimanja albuma.
Glazbeni spot snimljen za pjesmu "The Enemy Within" prvi je koji je reproducirao kanadski glazbeni televizijski program MuchMusic, pokrenut u kolovozu 1984.

## Glazbeni stil i tekstovi
U glazbenom smislu uradak označava još jedan pomak u Rushevu glazbenom stilu; iako se i dalje obilato služio sintesajzerom kao na albumu Signals, sastav je također u neke od pjesama uvrstio elemente žanrova kao što su ska i reggae. Gitara je istaknutija na tom uratku nego na Signalsu; Lifeson je izjavio: "Mislim da je gitara na Signalsu bila u drugom planu. Klavijature su zbilja bile na čelu ... premda smo to na neki način i željeli, željeli smo sagledati cijeli zvuk iz drugačije perspektive. No vjerojatno smo na Signalsu ponegdje i izgubili." Također je istaknuo da na Grace Under Pressureu nema akustične gitare i balada.
Na pjesmi "The Body Electric" nalazi se gitarska solodionica čija je visina zvuka umjetno izmijenjena s odgodom (tehnikom delaya); Lifeson je taj spoj efekata nazvao "prilično bizarnim".
"Afterimage" govori o Robbieju Whelanu, ton-majstoru Le Studija koji je umro u automobilskoj nesreći godinu dana prije objave albuma.

## Omot albuma
Naslovnicu je dizajnirao i naslikao Hugh Syme, autor svih Rushevih naslovnica od 1975. Na poleđini se nalazi fotografija skupine koju je izradio armensko-kanadski fotograf Yousuf Karsh. Skupina je odlučila unajmiti Karsha kad je tijekom proba u Horseshoe Valleyju raspravljala o idejama za omot albuma. Lifeson je Peartu predložio crno-bijelu fotografiju članova sastava jer takvo nešto nikad nisu imali na prijašnjim uradcima. Leeju se svidjela ideja i predložio je Karsha za izradu takve slike. Lifeson je o završnom rezultatu izjavio: "Zasigurno nije rock 'n' roll slika, ali je vrlo istinita, realistična slika nas trojice." Na izvornom izdanju na gramofonskoj ploči nalazila se i fotografija jajeta u stezaljci za masu.
Na naslovnici se također nalazi i ime albuma izraženo razlomkom ("gr/p").

## Popis pjesama
Sve je tekstove napisao Neil Peart; svu su glazbu skladali Alex Lifeson i Geddy Lee.
| 1. | »Distant Early Warning«             | 4:56 |
| 2. | »Afterimage«                        | 5:03 |
| 3. | »Red Sector A«                      | 5:09 |
| 4. | »The Enemy Within (Part I of Fear)« | 4:34 |

| Druga strana | Druga strana         | Druga strana | Druga strana | Druga strana | Druga strana | Druga strana | Druga strana | Druga strana | Druga strana |
| Br.          | Skladba              | Trajanje     |              |              |              |              |              |              |              |
| ------------ | -------------------- | ------------ | ------------ | ------------ | ------------ | ------------ | ------------ | ------------ | ------------ |
| 5.           | »The Body Electric«  | 4:59         |              |              |              |              |              |              |              |
| 6.           | »Kid Gloves«         | 4:18         |              |              |              |              |              |              |              |
| 7.           | »Red Lenses«         | 4:43         |              |              |              |              |              |              |              |
| 8.           | »Between the Wheels« | 5:44         |              |              |              |              |              |              |              |
| 39:26        |                      |              |              |              |              |              |              |              |              |

## Objava i recenzije
Grace Under Pressure objavljen je 12. travnja 1984. Dosegao je četvrto mjesto na glazbenoj ljestvici albuma u Kanadi, peto mjesto na glazbenoj ljestvici albuma u Ujedinjenom Kraljevstvu i 10. mjesto na američkoj glazbenoj ljestvici Billboard 200. U SAD-u je naposljetku dostigao i platinastu nakladu za milijun prodanih primjeraka. Za pjesme "Distant Early Warning", "Afterimage", "The Body Electric" i "The Enemy Within" snimljeni su glazbeni spotovi.
AllMusicov recenzent Greg Prato dodijelio mu je tri zvjezdice od njih pet te je izjavio da je "nešto pristupačniji od prethodnika" i da je "označio početak razdoblja za koji mnogi obožavatelji Rusha smatraju da su sintesajzeri i elektronika previše upotrebljavani i tako otjerali gitarista Alexa Lifesona u drugi plan", ali je istaknuo da su "pjesme i tekstovi i dalje dojmljivi", što je bilo u raskoraku "s mnogim drugim rock-sastavima osnovanima tijekom sedamdesetih godina 20. stoljeća koji su u osamdesetima objavljivali nedosljedne uratke lišene ideja (koji danas zvuče vrlo staromodno)". Kurt Louder iz Rolling Stonea također mu je dodijelio tri zvjezdice od njih pet, no u recenziji je bio kritičniji: "[M]anjak melodija i razvoja bilo kakve vrste harmonije osim one osnovne brzo počinje tlačiti. K tome, Alex Lifeson nije naročito zanimljiv glavni gitarist, a ograničenja skupine s troje izvođača i dalje dovode do prskajućeg zvuka bubnjeva do kojeg vam neće biti toliko stalo. Rush se bogme iskazao na djelu: prisutne su snažne društvene poruke okružene krupnim zvukom koji lupa. No to su stare vijesti i stara glazba."
Časopis Guitar World uvrstio je uradak na svoj popis "New Sensations: 50 Iconic Albums That Defined 1984".

## Zasluge
| Rush - Geddy Lee – bas-gitara, sintesajzer, vokali - Alex Lifeson – gitara, sintesajzer - Neil Peart – bubnjevi, udaraljke, elektroničke udaraljke | Ostalo osoblje - Peter Henderson – produkcija, tonska obrada - Frank Opolko – pomoćnik pri tonskoj obradi - Robert Di Gioia – pomoćnik pri tonskoj obradi - Hugh Syme – naslovnica, umjetnički direktor - Yousuf Karsh – portret - Jim Burgess – programiranje sintesajzera - Paul Northfield – programiranje sintesajzera - Jon Erickson – tonska obrada (tijekom pretprodukcije) - Bob Ludwig – masteriranje |

## Ljestvice
| Ljestvica (1984.)      | Najviša Pozicija |
| ---------------------- | ---------------- |
| Kanada                 | 4                |
| Nizozemska             | 27               |
| Njemačka               | 43               |
| SAD (Billboard 200)    | 10               |
| Švedska                | 18               |
| Ujedinjeno Kraljevstvo | 5                |